# Corythoraptor
Corythoraptor (букв. «мисливець у шоломі») — рід овірапторових динозаврів із пізньої маастрихтської формації Наньсьонг у Південному Китаї. Він містить один вид, C. jacobsi, відомий за одним добре збереженим скелетом і названий на честь палеонтолога Луїса Л. Джейкобса. Він має високий гребінь, подібний до сучасного казуара, і, можливо, мав подібну функцію відображення та резонансу для виявлення звуків нижчої частоти. Як і в інших овірапторидів, кістки коритораптора були сильно пневматизовані з багатьма повітряними мішками. Мікроаналіз кісток вказує на сезонні стрибки росту, і типовий зразок, ймовірно, помер у віці 6 або 7 років, тобто ріст тривав принаймні до 8-го року розвитку. Типовий екземпляр досягав 1,6 м в довжину. Овірапториди, можливо, жили переважно в посушливих середовищах і харчувалися ксерофітними (посухостійкими) рослинами, горіхами та насінням. Однак Corythoraptor співіснував із шістьма іншими родами овірапторидів, і всі вони могли їсти різну їжу (поділ ніші).
Будова щелеп овірапторид подібна до рослиноїдних дицинодонтів, папуг і черепах. Незрозуміло, якими рослинами вони харчувалися, тому що палеофлористичні угруповання Китаю пізньої крейди маловідомі, є припущення про ксерофітні (посухостійкі) рослини, бо овірапториди зазвичай зустрічаються в посушливих середовищах, а також горіхи та насіння.

## Галерея

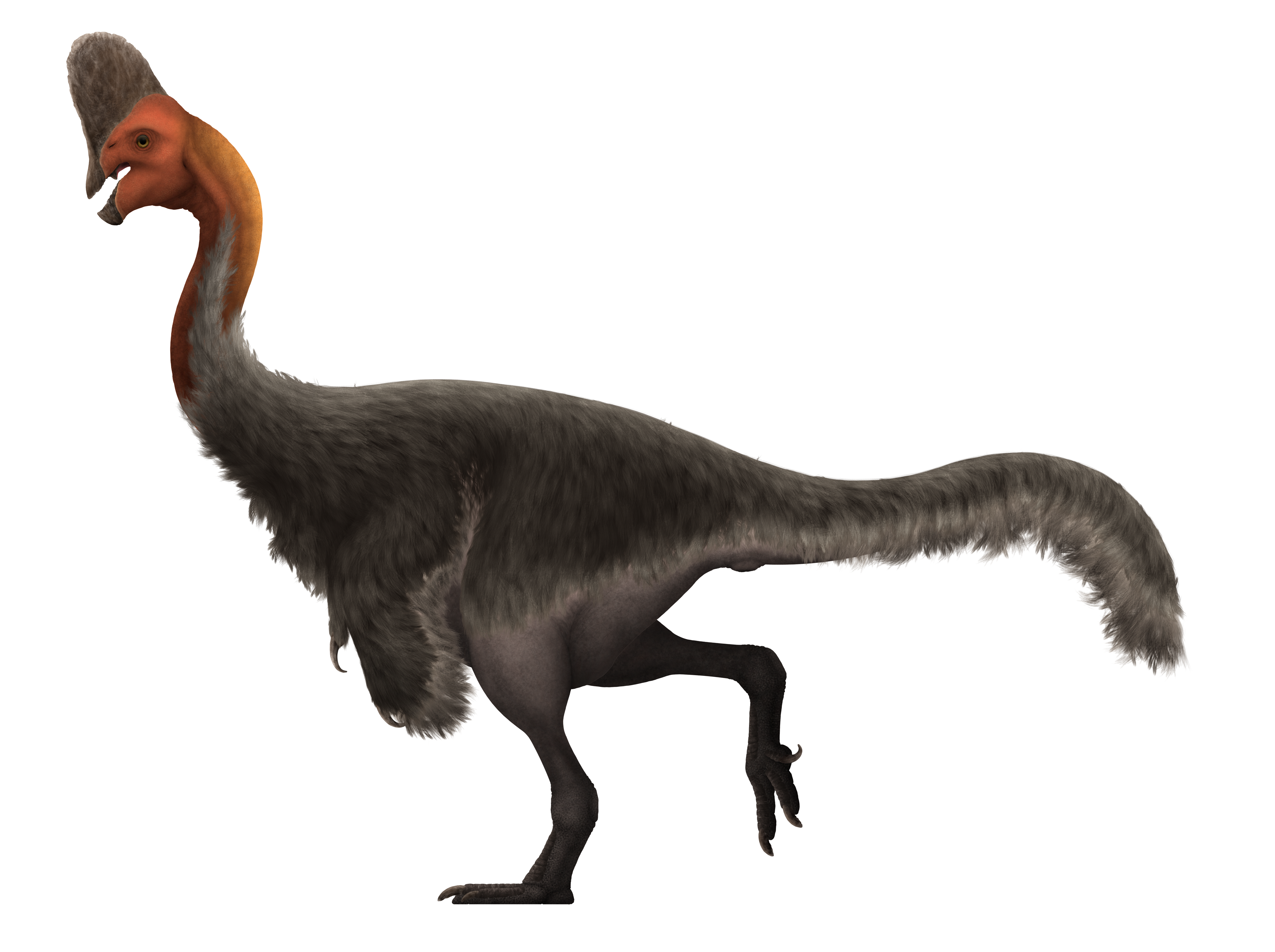
Художня реконструкція
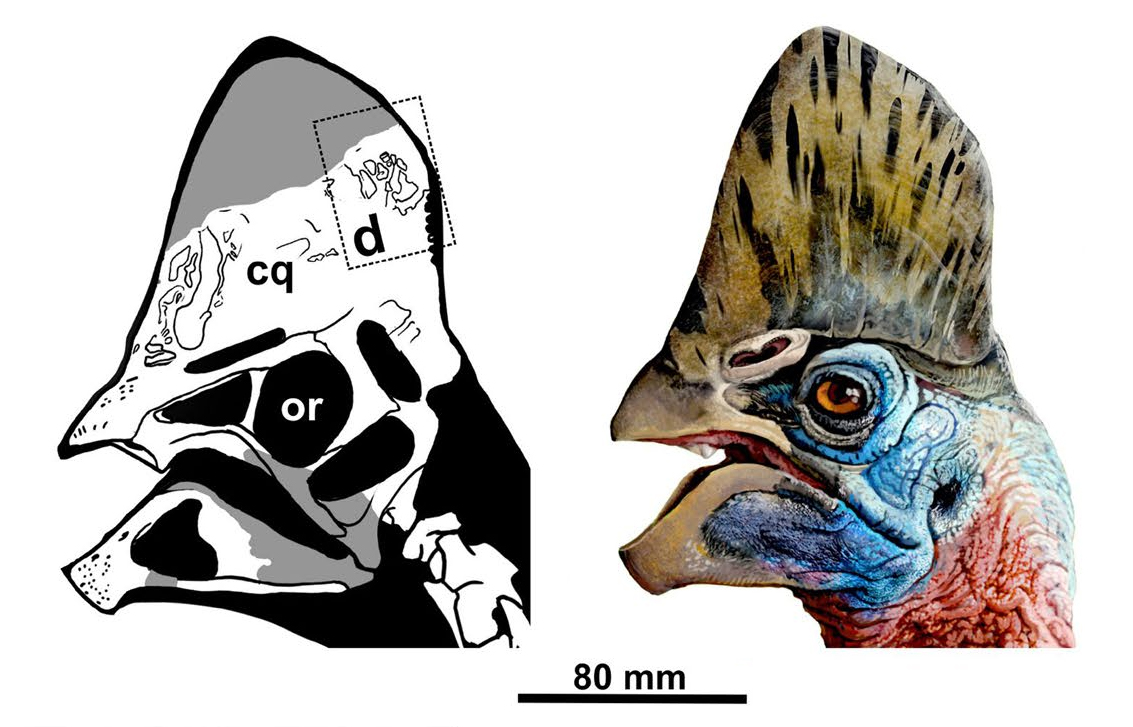
Реконструкція черепа (ліворуч) і реставрація голови (праворуч)